# The Forum
The Forum, under en kortare tid känd som Great Western Forum, är en inomhusarena i Inglewood, Kalifornien. Den började byggas 1965 och öppnades 1967. År 2000 köptes den av Faithful Central Bible Church som använde den för sina söndagsgudstjänster. The Madison Square Garden Company köpte den 2012.
The Forum har plats för mellan 16 000 och 18 000 personer, beroende på verksamhet. Los Angeles Lakers i NBA och Los Angeles Kings i NHL hade arenan som hemmaplan från 1967 till 1999, då lagen flyttade till Staples Center i centrala Los Angeles. WNBA-laget Los Angeles Sparks spelade där från 1997 till 2001, då även de flyttade till Staples Center. Där har även hållits konserter med artister som Ghost, Madonna, The Rolling Stones, David Bowie och Red Hot Chili Peppers.